# Pays d'Ouche (nouvelles)
Pays d'Ouche est le premier recueil de nouvelles de Jean de La Varende, en forme de « suite romanesque ». Écrit à Chamblac entre 1932 et 1934, ce recueil a été publié en 1934, aux éditions Maugard de Rouen. Il a reçu la même année le Prix des Vikings. Deux ans plus tard, Pays d'Ouche a été réédité chez Plon, puis en 1956 par La belle édition avec illustrations de Georges Capon.

## Résumé
Dans un réalisme sobre et concis, le livre fait vivre le Pays d'Ouche, de Bernay à Breteuil, de Conches-en-Ouche à Rugles, avec ses villages et ses champs, ses fermes et ses manoirs. Ce recueil restitue, d'après les traditions familiales de l'auteur, les récits d'anecdotes et de situations vécues pendant deux siècles dans cette région de la Normandie à cheval sur les départements de l'Eure et de Orne. Il y met en scène la famille de Galart, pseudonyme littéraire que La Varende donna à sa famille, les Mallard de La Varende.
1. Le Commandeur de Galart (1740), nouvelle. François de Galart, commandeur de Malte (dont la figure originale est peut-être Augustin-Louis (de) Mallard de La Varende, né en 1724, chevalier profès de Malte, reçu page en 1749 et devenu commandeur d'Auxerre en 1777) est le héros de cette nouvelle. Le portrait du commandeur, conservé au château de Bonneville, au Chamblac revient dans plusieurs nouvelles ou romans de La Varende, comme un personnage muet[1].
2. L'Autorité (1815), nouvelle. Anecdote rapportée à La Varende en 1934 par Mme Roger de Sainte-Opportune (1832-1939).
3. Madame la Comtesse de Bernberg (1871), nouvelle. Cette comtesse est identifiée avec une grand-tante de La Varende, Marie Louise de La Varende (1814-1883), comtesse Albert de Bréda (1807-1881), châtelaine de Bonneville au Chamblac. La maison de Bréda descend des comte de Berg-Heerenberg en Hollande[2], d'où La Varende a forgé Bernberg. La chute de cette nouvelle vaut beaucoup de satisfaction au lecteur.
4. Les justiciers (1871), nouvelle. La comtesse de Bernberg y est de nouveau citée.
5. Les Dieux secrets [v. 1884], nouvelle. Jean de La Varende s'y met en scène sous le personnage de Jacques de Galart. Le texte suivant, extrait des premières lignes, est assez éloquent : « A la mort de la comtesse de Bernberg [de Bréda], (...). La propriété était passée au neveu de la comtesse, un Galart marin, mort très vite [Gaston Mallard de La Varende, père de Jean, officier de marine, mort en 1887]. Sa veuve, angevine [bretonne], emmena ses enfants dans son pays. On avait fermé le château fut fermé. Eugène [le régisseur] gardait une grande tendresse pour les derniers rejetons de la famille et venait les voir dans leur ville [Rennes] en guise de vacances. Alors, il emmenait le cadet, Jacques de Galart [Jean de La Varende], faire de longues promenades (...). »
6. Le fondeur de Grand-Camp, nouvelle.
7. La vassale, printemps secret (1909), nouvelle. Jacques de Galart a 20 ans et passe un mois seul dans le château familial, entre émoi et torpeur. Une jeune fille le trouble.
8. Les sorciers, nouvelle. Jacques de Galart est confronté aux restes de superstitions anciennes dans le pays d'Ouche. C'est l'un des premiers écrits où La Varende traite de la sorcellerie, thème qu'il développa dans ses romans Le Sorcier vert (1938) et dans La Sorcière (1954), ainsi que dans un essai intitulé  Les sorciers du Pays d'Ouche, paru dans le Paris-Presse du 6 juillet 1956 (et édité dans Ouche, terroir bien-aimé en 1997.
9. Haro, nouvelle. Jacques de Galart est témoin de la folie d'un certain Leroux.
10. Les suicides [v. 1925], nouvelle. Jacques de Galart raconte les suicides les plus troublants du pays d'Ouche.
11. L'enterrement de Joséphine Allaire, nouvelle. Allaire perd sa mère et demande l'aumône à Jacques de Galart, châtelain. S'ensuit un récit rocambolesque qui s'achève dans une digne cérémonie.
12. La Grande Mailleux, nouvelle. Mailleux, fier de ses porcs et de sa grange du XVIe siècle, épouse une femme plus jeune que lui. Mari trompé, on le harcèle. Un beau jour, on le retrouve au milieu de sa grange en flammes, avec tous ses porcs égorgés.
13. Le Lustre, nouvelle. Besoin d'argent, Jacques de Galart doit vendre un meuble. Il choisit un lustre important qu'il croit ancien, mais une facture retrouvée dans les archives du château le dit de... 1865. L'antiquaire vient et en propose une importante somme. Mais Galart ne peut qu'avouer que le lustre est un faux, et l'homme ne lui laisse que quelques billets. La vérité éclate, odieuse, il était l'œuvre du fondeur de Grand-Camp.
14. Le Pardon, nouvelle.

Un épilogue est publié à la fin du recueil en forme d'annonce : château à vendre. « Affaire exceptionnelle ». Il sonne le glas d'un pays d'Ouche qui disparaît dans sa tradition rurale ancienne. Le château vendu, c'est la rupture des anciennes fidélités des hobereaux et des paysans. La vraie fin du passé seigneurial et de ses vestiges.

## Citations
- « Les chrétiens ont inventé les cloches, pour saisir jusqu'à l'inconscient même du pauvre esprit humain », dans : La Vassale, printemps secret.

## Éditions
- Pays d'Ouche. 1740-1933, Rouen, éditions Maugard, 1934.
- Pays d'Ouche. 1740-1933, Paris, éditions Plon, 1937.
- Pays d'Ouche. 1740-1933, Paris, éditions Plon, 1940.
- Pays d'Ouche. 1740-1933, Paris, Stock (coll. Nature et Littérature régionale), 1981, 207 p.  (ISBN 9782234014237)